# Edith Aron
Edith Aron (Homburg, Saarland, 4 de setembre de 1923 - Londres, 25 de maig de 2020) va ser una escriptora alemanya, traductora literària i docent.Va traduir a l'idioma alemany les novel·les, contes i poemes de Jorge Luis Borges, Octavio Paz, Silvina Ocampo, Adolfo Bioy Casessis i Julio Cortázar entre altres reconeguts escriptors de la literatura llatinoamericana. És considerada la musa inspiradora del personatge Lucía, la Maga, de la novel·la Rayuela.

## Biografia
Edith Aron va néixer i va créixer a Homburg, a la regió del Sarre, zona fronterera entre Alemanya i França, en una família jueva. Els seus pares van ser Sigmund Aron, un comerciant, i Elisabeth Wolf, una infermera. Al seu poble natal va assistir a l'escola jueva. El 1934 els seus pares es van separar, i la noia va emigrar amb la seva mare a Buenos Aires per a reunir-se amb familiars ja instal·lats a l'Argentina. El seu pare es va quedar al sud de França durant la Segona Guerra Mundial. A Buenos Aires va assistir a l'escola alemanya, el Col·legi Pestalozzi. Va treballar en la secció de discoteca de l'Institut Cultural Argentí Nord-americà, on va començar a educar-se musicalment. Va tornar al Sarre a visitar al seu pare el 1950 i després es va traslladar a París.
A París va estudiar història de la música al Conservatori de París amb Alexis Roland-Manuel. Va fer amistat amb el poeta Paul Celan, el novel·lista Günter Grass, l'artista Sergio de Castro i va començar una relació amb l'escriptor Julio Cortázar.
A París, a principis de la dècada de 1950, va ser la primera a traduir les obres de Julio Cortázar a l'alemany. A més, es va fer un nom com a traductora d'obres literàries de la cultura llatinoamericana a l'alemany, per exemple, de Jorge Luis Borges, Octavio Paz, Silvina Ocampo, Elena Garro, Juan José Arreola i Amparo Dávila. Possibilitava així que la literatura sud-americana arribés per primera vegada al públic alemany.
A principis de la dècada de 1960, va tornar a Berlín; va estudiar literatura alemanya a la Universitat Lliure de Berlín, i va treballar per al Hessischer Rundfunk sobre literatura llatinoamericana, i com a traductora per a emissores de ràdio, particularment la RIAS Berlin. El 1965 la seva mare va emmalaltir de càncer i ella va tornar a l'Argentina per a estar amb ella.
Va estar casada amb l'il·lustrador britànic John Bergin, i va tenir una filla el 1968, Joanna. La família es va traslladar a St John's Wood, al nord de Londres.
Edith Aron es va separar del seu marit i va criar sola la seva filla. Va ensenyar alemany a l'Institut Goethe, a estudiants de ciències a l'Imperial College, i va treballar com a examinadora i tutora privada. Mentrestant, va continuar escrivint contes.
Va publicar dues col·leccions de contes en alemany, Die Zeit in den Koffern (1989) i Die Falschen Haüser (1999). Una traducció a l'espanyol de les seves històries va aparèixer el 2007 amb el títol de 55 Rayuelas. Totes les seves obres són de ficció combinades amb elements autobiogràfics.
Dominava els idiomes alemany, francès, espanyol i anglès.
Aron va viure a Londres, va passar els últims quatre anys en repòs a casa seva, com a conseqüència d'una lesió en el genoll, fins que va morir el 25 de maig de 2020 a l'edat de 96 anys.

## Musa de Julio Cortázar
Al gener de 1950 Edith Aron i Julio Cortázar van viatjar durant tres mesos de Buenos Aires a Europa en el mateix vaixell, el vaixell Conte Biancamano, sense conèixer-se ni presentar-se. Després es van trobar per casualitat en una llibreria a París, es van reconèixer i van tornar a creuar-se en diferents llocs de París. Van trobar que tots dos tenien en comú els mateixos amics argentins. Van començar una relació acabaria quan l'escriptor va tornar a Buenos Aires. Al cap de poc temps va obtenir una beca del govern francès. Aviat partiria a París amb el ferm propòsit d'establir-se en aquesta ciutat.

Va ser el mateix Cortázar qui va dir al seu editor que Edith Aron havia estat la inspiració per a la Maga, el personatge de la seva cèlebre novel·la Rayuela. 
Ella continua negant ser la Maga, encara que ha reconegut:
“Ell em va escriure dient-me que havia basat el seu personatge en mi i ens passaven, és veritat, coses espontànies com les de la novel·la. També hi ha alguns episodis, com aquest en el qual trobem un paraigua vell als carrers de París i en fem una cerimònia d'enterrament, que van ocórrer més o menys com els explica. Però la Maga és un personatge literari”.

Allò és l'única cosa real de tot el llibre”, sosté Edith Aron. Això va passar el 1952, “l'any de Cortázar”, el temps en què van estar més pròxims que mai, més enamorats, un moment d'inflexió en la seva vida. Cortázar li va demanar que visqués amb ell; ella no ho va acceptar perquè volia estudiar. Un dia, mentre dinaven, Cortázar jugava amb unes molles de pa. La va mirar i li va dir: “Tinc ganes d'escriure un llibre màgic”. Així va néixer Rayuela.
Edith Aron va continuar sent amiga de Cortázar i de la seva esposa Aurora, encara que va confessar en una entrevista, que "es va sentir usada per ell després de l'èxit de la novel·la". Posteriorment, amb la publicació d'una carta de Julio dirigida a l'editor Paco Porrúa en què sol·licitava que no fos ella qui fes la traducció de les seves obres, va sorgir un cert enuig. "Quan van tornar a creuar-se i ell va intentar reprendre la seva història, ella ja no creia en la casualitat, i no va voler veure'l més."

## Reconeixements

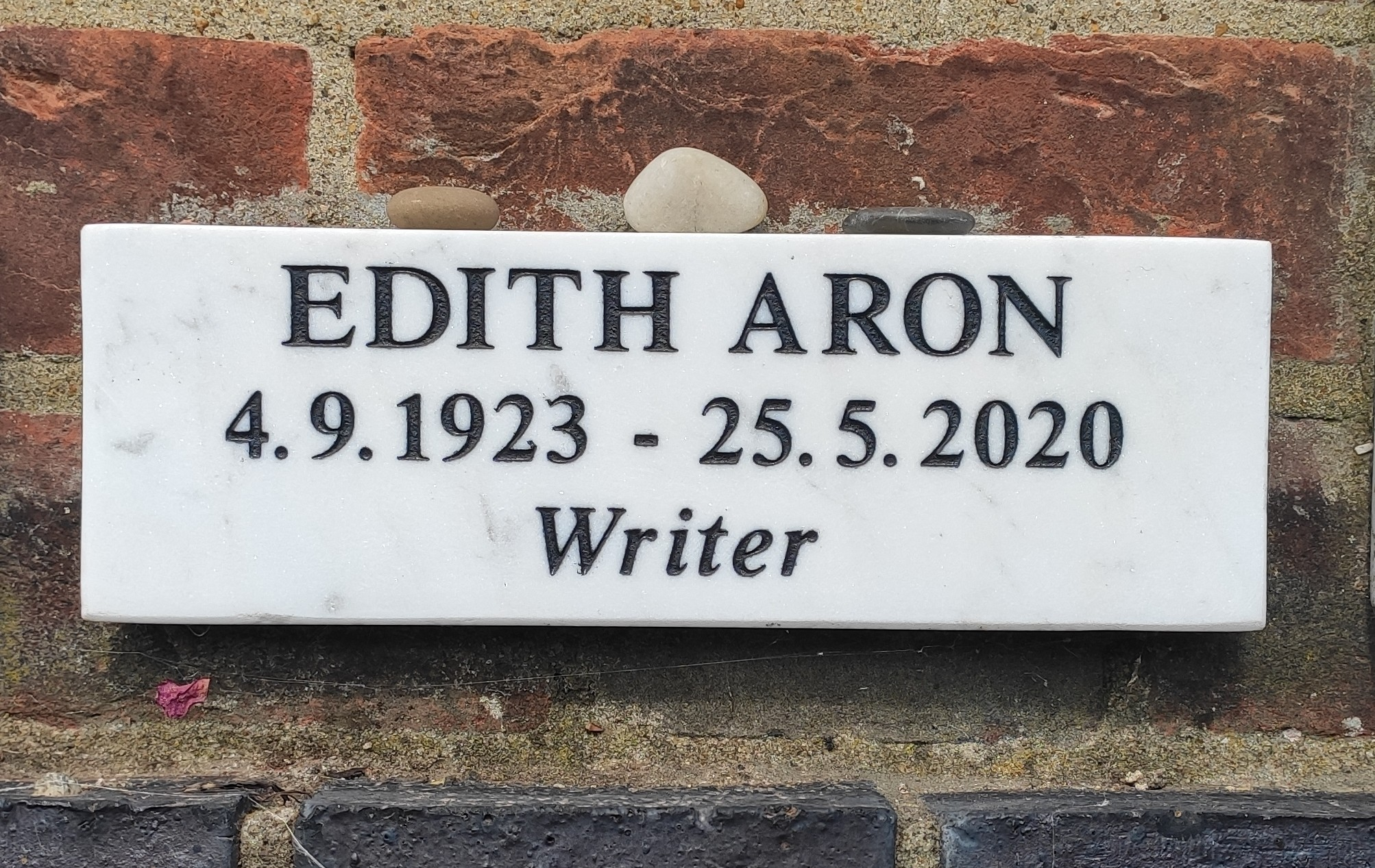
Placa dedicada a Edith Aron al Crematori Golders Green de Londres.

La seva ciutat natal havia creat en el seu honor el "Premi de l'Escola Edith Aron", que es va concedir per primera vegada el 2011. Es va establir que el premi de 1500 euros s'atorgaria cada dos anys per a projectes d'estudiants relacionats amb la migració, l'emigració i la integració. Va ser atorgat per segona i última vegada el 2013 perquè Edith Aron va demanar poder abstenir-se de donar un premi en el seu nom, ja que no havia emigrat per raons polítiques o religioses, sinó per motius purament personals.
El 2003, Edith Aron va assistir a la inauguració de les ruïnes redissenyades de la sinagoga en Homburg com a convidada Aquest cop va ingressar al Llibre d'Or de la ciutat juntament amb l'alcalde Joachim Rippel.
La productora de cinema, amb seu a Sarre, Barbara Wackernagel-Jacobs va realitzar el documental Edith Aron - "Paper Says Nothing, Listens" entre 2010 i 2015 sobre la vida i el treball d'Edith Aron. Va ser dirigit per Boris Penth, exdirector artístic del festival de cinema Max Ophüls Preis.

## Publicacions
- Der Obstkorb. Erzählungen. A: Neue deutsche Hefte. N.° 185. NDH, Berlin 1985.
- Die Zeit in den Koffern – Erzählungen. Wassmann, 1989, ISBN 3-926182-10-5. Contes
- Geschichten von damals. A: Die Horen. 37 (1992), 2. p. 9–21.
- Die falschen Häuser. Erzählungen. Verlag Das Wunderhorn, 1999, ISBN 3-88423-156-1. "Subtilment autobiogràfic".[19]
- 55 Rayuelas. Belacqua, 2007. ISBN 84-9669-402X.

### Traduccions
Selecció d'algunes de les seves traduccions:
- Xavier Domingo: Vila Milo oder dónes Haus der frommen Freuden. Roman. [Deutsche Erstausgabe]. Luchterhand, Neuwied 1962.
- Julio Cortázar: Das besetzte Haus. Erzählungen. dtv München 1971. ISBN 3-423-05394-1
- Julio Cortázar: Der andere Himmel. Erzählungen. Aufbau-Verlag, Berlin 1973. (Edition Neue Texte)
- Jorge Luis Borges: Einhorn, Sphinx und Salamander. Fischer, Frankfurt/M. 1993. ISBN 3-596-10584-6. (Werke; 8)
- Jorge Luis Borges: Die Anthologien. (Handbuch der phantastischen Zoologie – Das Buch von Himmel und Hölle – Buch der Träume). Hanser, München 2008. ISBN 978-3-446-23077-4 (Borges: Gesammelte Werke; Bd. 10)